# Священная альциона
Свяще́нная альцио́на, или священный зимородок (лат. Todiramphus sanctus) — вид птиц семейства зимородковых. Выделяют пять подвидов.

## Описание
Священная альциона достигает длины 19—23 см и массы от 28 до 61 г. Оперение на спине, макушке, крыльях и хвосте бирюзовое, на груди и на брюхе белое и на затылке кремовое. У птицы широкая тёмная полоса на глазах. Вне периода гнездования птица живёт в одиночку.

## Распространение
Священная альциона обитает в мангровых и эвкалиптовых лесах Австралии, Новой Гвинеи, Тасмании, Новой Зеландии, на острове Лорд-Хау, острове Норфолк, восточной Индонезии, на островах Кермадек, большей части северной и западной Меланезии и Новой Каледонии. Южной зимой вид мигрирует немного севернее.
Популяции в южных двух третях Австралии мигрируют на север в конце сезона размножения, в Новую Гвинею, на восток — на восточные Соломоновы острова, и на запад в Индонезию, до Суматры. Птицы снова перемещаются на юг, в Австралию, в августе и сентябре.

## Питание
Священная альциона охотится большей частью на суше и изредка в воде. Он питается рептилиями, преимущественно ящерицами, крупными насекомыми и их личинками, ракообразными и редко рыбами. Не пренебрегает также мелкими млекопитающими и птицами.

## Размножение
Священная альциона гнездится преимущественно с сентября по декабрь. Если условия хорошие, случается также до марта. Обычно гнездится дважды в год. Оба партнёра выкапывают гнездовую пещеру либо в термитнике, либо в полой ветви, либо в песчаной отмели, высиживают от 3 до 6 яиц и заботятся о потомстве. Птенцы, которые появляются на свет через 18 дней, покидают гнездо через 26 дней.